# Metadioxys bluethgeni
Metadioxys bluethgeni är en biart som först beskrevs av Popov 1936.  Metadioxys bluethgeni ingår i släktet Metadioxys och familjen buksamlarbin. Inga underarter finns listade i Catalogue of Life.